# Fruitvale (Columbia Británica)
Fruitvale es un pueblo canadiense situado en la provincia de Columbia Británica.

## Superficie
Fruitvale tiene una superficie de 2,7 km².

## Demografía
En 2021, tenía 1958 habitantes, una densidad poblacional de 724,7 hab./km², y 881 viviendas.